# Robots in Disguise
Robots in Disguise — английская электропанк-группа, состоящая из Ди Плюм (вокал и гитара), Сью Деним (вокал и бас) и меняющегося состава бэк-музыкантов. В период с 2000 по 2011 год группа выпустила четыре студийных альбома. В 2019 году они объявили о своем воссоединении и новом альбоме.

Robots in Disguise — пропущенное звено между Peaches, Le Tigre и Princess Superstar. (NME)

## Члены группы
В состав группы входят Dee Plum и Sue Denim. На концертах к ним также присоединяется ударник Gemma Hill. В прошлом, на живых выступлениях группы в разное время с Robots in Disguise играли Ноэль Филдинг, Ann Droid и Крис Корнер.
- Ди Плюм (Delia Gaitskell) — вокал, гитара
- Сью Деним (Suzanne Powell) — вокал, бас

## История группы
Два будущих члена группы Ди Плюм и Сью Деним встретились в Ливерпульском университете и вскоре создали Robots in Disguise.
В 2001 году на лейбле Recall выходит дебютный альбом Disguises, спродюсированный Крисом Корнером. На следующий год выходит сингл Boys. Второй полноценный альбом Get Rid появляется в 2005 году. В этом же году альбом поддерживают 2 сингла: Turn It Up и The DJ’s Got a Gun.
Третий альбом We're In the Music Biz, созданный совместно с Крисом Корнером (IAMX/Sneaker Pimps), записывался в Берлине. Композиция «Tears» стала «альтернативным синглом недели» от Steve Lamacq на BBC6 Music. Клип на песню The Sex Has Made Me Stupid был запрещен на MTV и Topshop. Альбом We’re In The Music Biz также был выпущен в Японии лейблом Avex.
Четвёртый студийный альбом Happiness V Sadness был записан при поддержке фанатов: их благотворительные взносы покрыли все расходы, связанные с созданием альбома. Эта кампания была успешно проведена благодаря сайту Pledge Music.

## Дискография
Альбомы
- Disguises, 2001
- Get Rid, 2006
- We're In the Music Biz, 2008
- Happiness vs Sadness, 2011

EP
- The Tears, 2008

Синглы
- Boys, 2002
- Turn It Up, 2006
- The DJ’s Got a Gun, 2006
- The Sex Has Made Me Stupid, 2007
- Wake up!, 2010
- Chains 2011

Клипы
- Arguments Посмотреть на YouTube
- Girl Посмотреть на YouTube
- La Nuit Посмотреть на YouTube
- The Dj’s got a Gun Посмотреть на YouTube
- The Sex Has Made Me Stupid Посмотреть на YouTube
- Turn It Up Посмотреть на YouTube
- We’re in the Music Biz Посмотреть на YouTube
- The Tears Посмотреть на YouTube
- Wake up! Посмотреть на YouTube

## Интересные факты
- Обложка альбома We're In the Music Biz, изображающая одетых в рубашки и галстуки девушек, выглядит невинно, однако, на самом деле девушки наги и просто украшены боди-артом.
- Сингл «Wake-Up» группа создала, вдохновившись рекламой косметики фирмы Barry M со слоганом «Wake up your make up».
- Девушки широко известны фанам британского культового комедийного шоу The Mighty Boosh, после появления на шоу 5 раз в качестве мутанток, электро девушек «Неон» и «Ультра», готичных девушек «Anthrax» и «Ebola» соответственно.
- Robots In Disguise сделали оригинальную кавер-версию песни Cyndi Lauper под названием «Girls Just Wanna Have Fun».
- Фрагменты выступления группы были включены в эпизод фильма “Come On Eileen”
- Помимо работы в группе у Dee Plume и Sue Denim есть соло-проекты «Sue and the Unicorn» и «Psycho Delia vs The Ward».